# Rex tremendae maiestatis
Rex tremendae maiestatis è un romanzo dello scrittore italiano Valerio Evangelisti, pubblicato nel 2010.

## Ambientazione
Il romanzo è ambientato in un passato medievale della Sicilia e di Napoli. In particolare in Sicilia presso il casale dei Miknasa presso il fiume Platani nei pressi del paesino di Acquaviva Platani, e successivamente presso la cittadina di Mussomeli e il suo Castello Manfredonico.

## Trama
La storia è ambientata nel 1372 e il protagonista, lʼInquisitore Nicolas Eymerich, si trova ancora una volta a dover salvare la Cristianità dallʼennesima minaccia proveniente da Ramón de Tàrrega, un ebreo convertito al Cristianesimo, ma segretamente dedito a pratiche eretiche ed alchemiche.
La storie si dipana tra Barcellona, la Sicilia e Napoli. Eymerich dovrà salvare la sua sanità mentale messa a dura prova dalle visioni che terrorizzano gli abitanti della Sicilia. Infatti i cieli sono spesso solcati da dischi volanti da cui escono degli esseri deformi simili a giganti, gli antichi Lestrigoni, di cui sono piene le leggende siciliane; inoltre, neonati deformi, a volte di dimensioni esagerate, senza arti, striscianti come vermi compaiono per terrorizzare la gente del posto e i soldati inviati dai Chiaromonte, baroni siciliani, impegnati in infiniti conflitti con le altre baronie dellʼisola. Dopo numerosi incidenti, Eymerich scopre che i neonati deformi sono in realtà esperimenti falliti per mettere al mondo degli esseri perfetti, suoi figli, da parte di Lilith, la nemica/amante di Eymerich, ovvero quella Myriam incontrata in un'altra avventura (Il castello di Eymerich).
Sconfitto una volta per tutte il suo acerrimo nemico, avviene lʼunione dello stesso Eymerich con una delle molteplici incarnazioni di Myriam, nel corpo questa volta di Suor Magdalena Rocaberti. Lʼunione tra Myriam e Eymerich avvenuta nel Castello di Eymerich, aveva dato alla luce, oltre ai succitati neonati deformi, anche una figlia, Lilith, inviata nel futuro dalla madre, e un ragazzo, Nissim, allevato a Palermo da Ebrei, che aiuta per tutta la vicenda lʼInquisitore a venire a capo di tutti gli enigmi e gli inganni creati da Ramón de Tàrrega, da Myriam e forse dallo stesso Eymerich, la cui anima ha viaggiato fino allʼanno 3000.
La storia si completa solo nel XXXI secolo, quando i pochi sopravvissuti alle mille guerre che attanagliano la Terra hanno creato sulla Luna un sistema che emette onde in grado di giungere sul nostro pianeta, generando un elettroshock collettivo in grado di sedare periodicamente gli abitanti della Terra ormai ridotti a malati mentali.
Nella base lunare sono custodite le anime o «campi vitali elettromagnetici»; qui la schizofrenica Lilith riesce a giungere e a liberare quella del padre, lʼessere nato dalla Quintessenza alchemica di Eymerich nel 1372, sul finire della sua avventura a Napoli. È questo nuovo essere intrappolato sulla Luna il Rex di cui il titolo parla: un uomo, secondo le leggende, inviato da Dio per governare il mondo attraverso un macchinario in grado di colpire l'umanità in ogni epoca portando lʼuomo a seguire quello che il protagonista ritiene essere il disegno divino.
In ultimo nel letto di morte, Eymerich sogna del suo futuro sulla Luna e rivela che la stessa Myriam è prigioniera sulla base lunare e deve essere liberata ma dopo poco muore, è il 4 gennaio 1399.

## Personaggi storici rappresentati nell'opera
- Eleonora d'Arborea
- Federico IV di Aragona
- Manfredi III Chiaramonte

## Edizioni
- Valerio Evangelisti, Rex tremendae maiestatis, Mondadori, Strade blu dark, 2010
- Valerio Evangelisti, Rex tremendae maiestatis, Mondadori, Piccola biblioteca oscar, 2011
- Valerio Evangelisti, Rex tremendae maiestatis, Mondadori, Urania, i Capolavori, numero 1685 gennaio 2021